# Хвощинская, Софья Дмитриевна
Софья Дмитриевна Хвощинская (псевдоним Иван Весеньев) — писательница-романистка, переводчица; сестра Н. Д. Хвощинской (В. Крестовский) и П. Д. Хвощинской; публиковалась в «Отечественных записках».

## Биография
Родилась в селе Воронки Рязанского уезда в 1828 году. Получила домашнее образование. Училась дома вместе со своей сестрой, тоже писательницей, Надеждой Дмитриевной Хвощинской-Зайончковской (псевдоним В. Крестовский). Затем училась в Московском Екатерининском институте. Жила в Рязани в своей семье. Писала под псевдонимом Иван Весеньев.
Ей принадлежат романы: «Знакомые люди» («Отечественные записки», том 91, 1857) и «Наследство тетушки» («Отечественные записки», том 117, 1858); повести «Простые смертные» («Отечественные записки», том 120, 1858), «Мудреный человек» («Отечественные записки», 1861, № 6—8), «Земные радости и радость нашего переулка» («Отечественные записки», 1862, № 6), «Кое-что из наших нравов» («Отечественные записки», 1862, № 9), «Маленькие беды» («Библиотека для чтения», 1865, № 3).
Перевела труд Джона Стюарта Милля «О свободе». Обладала талантом в живописи. Написала портрет известного художника А. А. Иванова. По характеру своего творчества и направлению Хвощинская близка к своей  сестре, с которой была очень дружна. Умерла в Рязани в августе 1865 года.
Похоронена на территории Рязанского кремля, рядом с могилами И. П. Пожалостина и Я. П. Полонского